# SN 2011A
SN 2011A – supernowa typu IIn/impostor, jedna z trzech zaobserwowanych do tej pory w galaktyce NGC 4902. Odkryta 8 stycznia 2011 na zdjęciu wykonanym 2 stycznia w ramach projektu Chilean Automatic Supernova Search (CHASE). Była to pierwsza supernowa zaobserwowana w roku 2011.